# Норма Круз
Норма Круз (енгл. Norma Cruz; Гватемала, 1962) гватемалска је активисткиња и браниоц људских права у Гватемали. Позната је по свом раду на документовању насиља над женама, захваљујући организацији Преживеле (есп. Fundación Sobrevivientes), под подкровитељством невладине организације Амнести интернашонал.
Дана 11. марта 2009. године добила је међународну награду за жену храбрости од Државног секретара Сједињених Америчких Држава.
Од маја 2009. године, Норма Круз је изложена претњама. Истом су изложени и њени ближњи, као и њена организација.